# Mistrovství světa v ledním hokeji 1961
28. mistrovství světa  a 39. mistrovství Evropy v ledním hokeji probíhalo ve dnech 2. – 12. března 1961 ve švýcarských městech Ženeva a Lausanne.
Na turnaj se přihlásilo rekordních 20 účastníků. Poprvé byla mužstva rozdělena podle výkonnosti do tří skupin (A, B, C), byl zaveden postup a sestup do skupin. Do osmičlenné A-skupiny postoupilo prvních šest účastníků z MS 1959 a o dvě volná místa hrálo kvalifikaci osmé Norsko s devátým NDR z MS 1959 a sedmé Německo s pořadatelem MS 1961 Švýcarskem. Do skupiny B byli zařazeni poražení z kvalifikace MS o skupinu A a desátá Itálie a jedenácté Polsko z MS 1959, dále pak dva vítězové kvalifikace MS o skupinu B. Kvalifikaci MS o skupinu B hráli účastníci Evropského kritéria 1959 Rumunsko a Rakousko, a byli k nim přiřazeni Velká Británie a Belgie. Ostatní hráli MS skupiny C. Ve všech skupinách se hrálo jednokolově systémem každý s každým.
Těsně před odjezdem čs. mužstva tragicky zahynul jeho trenér Eduard Farda, kterého nahradili Zdeněk Andršt a Vladimír Kostka. Československo poprvé na mistrovství světa porazilo Sovětský svaz. Rozhodující však byl zápas s Kanadou, který skončil remízou a o titulu mistra světa rozhodl brankový poměr mezi 
Kanadou a ČSSR. Československo bylo po dvanácti letech lepší než třetí.
Šampionát ve Švýcarsku byl poslední na otevřeném kluzišti.

## Výsledky a tabulky
| 28. | Mistrovství světa | CAN  | TCH | URS  | SWE  | GDR  | USA  | FIN  | GER  | V | R | P | Skóre | B  |
| 1.  | Kanada            | ***  | 1:1 | 5:1  | 6:1  | 5:2  | 7:4  | 12:1 | 9:1  | 6 | 1 | 0 | 45:11 | 13 |
| 2.  | ČSSR              | 1:1  | *** | 6:4  | 5:2  | 5:1  | 4:1  | 6:0  | 6:0  | 6 | 1 | 0 | 33:9  | 13 |
| 3.  | SSSR              | 1:5  | 4:6 | ***  | 6:2  | 9:1  | 13:2 | 7:3  | 11:1 | 5 | 0 | 2 | 51:20 | 10 |
| 4.  | Švédsko           | 1:6  | 2:5 | 2:6  | ***  | 3:2  | 7:3  | 6:4  | 12:1 | 4 | 0 | 3 | 33:27 | 8  |
| 5.  | NDR               | 2:5  | 1:5 | 1:9  | 2:3  | ***  | 6:5  | 4:6  | 5:0k | 2 | 0 | 5 | 21:33 | 4  |
| 6.  | USA               | 4:7  | 1:4 | 2:13 | 3:7  | 5:6  | ***  | 5:2  | 4:4  | 1 | 1 | 5 | 24:43 | 3  |
| 7.  | Finsko            | 1:12 | 0:6 | 3:7  | 4:6  | 6:4  | 2:5  | ***  | 3:3  | 1 | 1 | 5 | 19:43 | 3  |
| 8.  | SRN               | 1:9  | 0:6 | 1:11 | 1:12 | 0:5k | 4:4  | 3:3  | ***  | 0 | 2 | 5 | 10:50 | 2  |

| 39. | Mistrovství Evropy |
| 1.  | ČSSR               |
| 2.  | SSSR               |
| 3.  | Švédsko            |
| 4.  | NDR                |
| 5.  | Finsko             |
| 6.  | SRN                |

- Titul mistra Evropy do 1970 získalo evr. mužstvo, které se umístilo nejlépe v konečné tabulce MS.

 Kanada –  Švédsko 6:1 (3:1, 0:0, 3:0)
2. března 1961 (20:45) – Ženeva (Les Vernets)

Branky Kanday: 14. Jack McLeod, 15. Don Fletcher, 18. Cal Hockley, 47. Mike Lagace, 55. Jack McLeod, 56. Walter Peacosh.

Branky Švédska: 15. Hans Mild.

Rozhodčí: Gennaro Olivieri (SUI), Breitenstein (SUI)

Vyloučení: 3:5 (1:0)

Diváků: 10 500
Kanada: Martin – Sly, Fletcher, Ferguson, Smith - Hockley, Lagace, Tambellini - McLeod, Jones, McIntyre - Lenardon, Rusnell, Peacosh.
Švédsko: Svensson – Stoltz, Björn, Blomé, Nordlander - Bröms, T. Johansson, Öberg - Sandberg, Mild, Rydberg - Petterson, Anderson, Sterner.
 Československo –  Finsko 6:0 (1:0, 0:0, 5:0)
2. března 1961 (17:00) – Lausanne (Patinoire de Montchoisi)

Branky a nahrávky Československa: 6. Josef Černý (František Vaněk), 44. Jiří Dolana (Luděk Bukač), 47. Jan Kasper (Ján Starší), 47. Bohumil Prošek (Luděk Bukač), 48. Luděk Bukač, 49. Ján Starší (Stanislav Sventek).

Rozhodčí: Karl MülIer (SUI), Olle Viking (SWE)

Vyloučení: 3:5 (1:0) + Jiří Dolana a Erkki Koiso na 5. min.

Diváků: 3 000
ČSSR: Josef Mikoláš – Rudolf Potsch, Jan Kasper, František Gregor, Stanislav Sventek - Vlastimil Bubník, Václav Pantůček, Miroslav Vlach - Ján Starší, František Vaněk, Josef Černý - Jiří Dolana, Luděk Bukač, Bohumil Prošek.
Finsko: Juhani Lahtinen – Matti Haapaniemi, Kalevi Numminen, Mauno Nurmi, Erkki Koiso - Anssi Salonen, Teppo Rastio, Raimo Kilpiö - Pertti Nieminen, Jouni Seistamo, Esko Luostarinen - Timo Ahlqvist, Pentti Hyytiäinen, Seppo Vainio.
 SSSR –  USA 13:2 (5:0, 5:0, 3:2)
2. března 1961 (20:45) – Lausanne (Patinoire de Montchoisi) 

Branky SSSR: 1. Veniamin Alexandrov, 2. Viktor Cypljakov, 9. Konstantin Loktěv, 11. Alexandr Ragulin, 13. Vjačeslav Staršinov, 29. Vjačeslav Staršinov, 32. Veniamin Alexandrov, 36. Genrich Sidorenkov, 37. Ivan Tregubov, 40. Jevgenij Majorov, 48. Konstantin Loktěv, 53. Nikolaj Sologubov, 56. Ivan Tregubov.

Branky USA: 46. Jack Poole, 53. Herb Brooks.

Rozhodčí: Jaroslav Pokorný (TCH), Hans-Rudolf Braun (SUI)

Vyloučení: 8:7

Diváků: 11 000
SSSR: Činov - Sologubov, Tregubov, Sidorenkov, Ragulin - Loktěv, Almetov, Alexandrov - Snětkov, Jakušev, Cypljakov - Jevgenij Majorov, Staršinov, Boris Majorov.
USA: Yurkovich - Riley, Noreen, Mayasich, Westby - Brooks, Turk, Williams - Poole, Johnson, Jorde - Burg, Rovick, Grafstrom.
 Československo –  USA 4:1 (1:0, 1:0, 2:1)
4. března 1961 (20:45) – Ženeva (Les Vernets)

Branky a nahrávky Československa: 18. Václav Pantůček (Miroslav Vlach), 24. Václav Pantůček, 52. Miroslav Vlach (Václav Pantůček), 53. František Vaněk (Ján Starší).

Branky a nahrávky USA: 46. Jack Poole (John Mayasich).

Rozhodčí: Hugh MacLean (CAN), Olle Wilkert (SWE)

Vyloučení: 4:2 (0:0) + Miroslav Vlach na 10 min.

Diváků: 5 800
ČSSR: Josef Mikoláš – Rudolf Potsch, Jan Kasper, František Gregor, Stanislav Sventek - Vlastimil Bubník, Václav Pantůček, Miroslav Vlach - Ján Starší, František Vaněk, Josef Černý - Jiří Dolana, Luděk Bukač, Bohumil Prošek
USA: Tom Yurkowich – Tom Riley, Dale Noreen, John Mayasich, Jim Westby - Herb Brooks, Bob Turk, Dick Burg - Jack Poole, Paul Johnson, Marv Jorde - Jack Williams, David Rovick, Sam Grafstrom.
 Finsko -  NDR 6:4 (1:2, 3:1, 2:1)
4. března 1961 (17:00) – Ženeva (Les Vernets)

Branky Finska: 2. Teppo Rastio, 24. Pertti Nieminen, 25. Timo Ahlqvist, 35. Raimo Kilpiö, 55. Teppo Rastio, 58. Pertti Nieminen.

Branky NDR: 2. Gerhard Szengel, 20. Heinz Kuczera, 32. Manfred Buder, 48. Erich Novy.

Rozhodčí: Karl Müller (SUI), Jaroslav Pokorný (TCH)

Vyloučení: 5:4

Diváků: 800
Finsko: Lahtinen – Haapaniemi, Numminen, Suokko, Koiso - Rikala, Rastio, Kilpiö - Nieminen, Seistamo, Luostarinen - Ahlqvist, Hyytiänien, Vainio.
NDR: Kolbe - Heinze, Kuczera, Heinicke, Voigt - Novy, Buder, Franke - Klügel, Ziesche, Poindl - Kratzsch, Szengel, Grimm.
 Kanada –  SRN 9:1 (1:1, 3:0, 5:0)
4. března 1961 (17:00) – Lausanne (Patinoire de Montchoisi) 

Branky Kanady: 20. Adolphe Tambellini, 29. David Rusnell, 38. Darryl Sly, 40. Jack McLeod, 42. Hal Jones, 46. David Rusnell, 48. Adolphe Tambellini, 55. Jack McLeod, 59. David Rusnell.

Branky SRN: 19. Helmut Zanghellini.

Rozhodčí: Robert Barry (USA), Andrej Starovojtov (URS)

Vyloučení: 8:6

Diváků: 5 000
Kanada: Cyr – Sly, Fletcher, Ferguson, Smith - McLeod, Jones, McIntyre - Kromm, Rusnell, Peacosh - Hockley, Lagace, Tambellini.
SRN: Edelmann – Ambros, Waitl, Schneitberger, Riedl - Schuldes, Reif, Herzig - Wellen, Sepp, Trautwein - Zanghellini, Schubert, Eberl.
 SSSR –  Švédsko 6:2 (3:0, 2:0, 1:2)
4. března 1961 (20:45) – Lausanne (Patinoire de Montchoisi)

Branky SSSR: 4. Boris Majorov, 11. Alexandr Almetov, 15. Nikolaj Snětkov, 23. Jevgenij Majorov, 28. Nikolaj Snětkov, 42. Jevgenij Majorov.

Branky Švédska: 51. Bert-Olov Nordlander, 52. Ulf Sterner.

Rozhodčí: Richard Wagner (FRG), Fritz Gross (GDR)

Vyloučení: 8:1 (0:0)

Diváků: 13 700
SSSR: Činov – Sologubov, Tregubov, Sidorenkov, Ragulin - Loktěv, Almetov, Alexandrov - Snětkov, Jakušev, Cypljakov - Jevgenij Majorov, Staršinov, Boris Majorov
Švédsko: Svensson (41. Björkman) - Stoltz, Björn, Blomé, Nordlander - Bröms, T. Johansson, Öberg - Rydberg, Mild, Pettersson - Sandberg, Svedberg, Sterner.
 Kanada –  USA 7:4 (4:2, 2:0, 1:2)
5. března 1961 (17:00) – Ženeva (Les Vernets) 

Branky Kanady: 10. Jack McLeod, 12. Norman Lenardon, 14. Darryl Sly, 15. John McIntyre, 31. Norman Lenardon, 34. John McIntyre, 44. Harry Smith.

Branky USA: 13. Herb Brooks, 18. Jack Poole, 48. Jack Williams, 49. Herb Brooks.

Rozhodčí: Jaroslav Pokorný (TCH), Quido Adamec (TCH)

Diváků: 7 000
Kanada: Martin (44. Cyr) – Sly, Fletcher, Cristofoli, Smith - Hockley, Lagace, Tambellini - McLeod, Jones, McIntyre - Lenardon, Rusnell, Peacosh.
USA: Yurkovich – Riley, Noreen, Mayasich, Westby - Brooks, Turk, Burg - Poole, Johnson, Jorde - Williams, Rovick, Grafstrom.
 Československo –  SRN 6:0 (2:0, 0:0, 4:0)
5. března 1961 (20:45) – Ženeva (Les Vernets)

Branky a nahrávky Československa: 4. Bohumil Prošek, 10. Josef Černý, 45. Vlastimil Bubník (Stanislav Sventek), 46. Bohumil Prošek, 46. Jiří Dolana (Vlastimil Bubník), 53. Bohumil Prošek.

Rozhodčí: Hugh MacLean (CAN), Robert Barry (USA)

Vyloučení: 7:5 (0:0)

Diváků: 2 400
ČSSR: Josef Mikoláš – Rudolf Potsch, Jan Kasper, Stanislav Sventek, František Gregor - Vlastimil Bubník, Václav Pantůček, Miroslav Vlach - Ján Starší, František Vaněk, Josef Černý - Jiří Dolana, Luděk Bukač, Bohumil Prošek
SRN: Wilhelm Edelmann – Hans Rampf, Otto Schneitberger, Paul Ambros, Walter Riedel - Horst Schuldes, Bernd Herzig, Josef Reif - Georg Scholz, Kurt Sepp, Ernst Trautwein - Helmut Zanghellini, Siegfried Schubert, Georg Eberl.
 Švédsko –  NDR 3:2 (1:0, 1:2, 1:0)
5. března 1961 (20:45) – Lausanne (Patinoire de Montchoisi) 

Branky Švédska: 20. Carl-Göran Öberg, 26. Hans Svedberg, 49. Anders Andersson.

Branky NDR: 36. Gerhard Klügel, 40. Joachim Ziesche.

Rozhodčí: Karl Müller (SUI), Hans-Rudolf Braun (SUI)

Vyloučení: 1:1

Diváků: 1 500
Švédsko: Björkman – Stoltz, Björn, Svedberg, Nordlander - Petterson, T. Johansson, Öberg - Sandberg, Mild, Rydberg - Härdin, Anderson, Sterner.
NDR: Hirche – Heinze, Kuczera, Schildan, Voigt - Novy, Buder, Franke - Klügel, Ziesche, Hiller - Kratzsch, Poindl, Grimm.
 SSSR –  Finsko 7:3 (5:0, 0:0, 2:3)
5. března 1961 (17:00) – Ženeva (Les Vernets) 

Branky SSSR: 3. Nikolaj Snětkov, 3. Viktor Jakušev, 6. Veniamin Alexandrov, 9. Vjačeslav Staršinov, 15. Genrich Sidorenkov, 44. Nikolaj Snětkov, 53. Genrich Sidorenkov.

Branky Finska: 41. Esko Luostarinen, 52. Teppo Rastio, 56. Anssi Salonen.

Rozhodčí: Breitenstein (SUI), Gennaro Olivieri (SUI)

Vyloučení: 7:8 + Raimo Kilpiö na 10 min.

Diváků: 4 000
SSSR: Činov (2.tř. Konovalenko) - Brežněv, Tregubov, Sidorenkov, Ragulin - Loktěv, Almetov, Alexandrov - Snětkov, Jakušev, Jurzinov - Jevgenij Majorov, Staršinov, Boris Majorov.
Finsko: Lahtinen - Haapaniemi, Numminen, Nurmi, Koiso - Salonen, Rastio, Kilpiö - Nieminen, Rikala, Luostarinen - Ahlqvist, Hyytiänien, Vainio.
 Švédsko –  Finsko 6:4 (1:1, 2:2, 3:1)
7. března 1961 (17:00) – Ženeva (Les Vernets)

Branky Švédska: 17. Ronald Pettersson, 34. Sigurd Bröms, 38. Hans Svedberg, 52. Ulf Sterner, 54. Ronald Pettersson, 60. Carl-Göran Öberg.

Branky Finska: 6. Raimo Kilpiö, 24. Jouni Seistamo, 24. Anssi Salonen, 41. Raimo Kilpiö.

Rozhodčí: Jan Wycisk (POL), Andrej Starovojtov (URS)

Vyloučení: 2:4

Diváků: 1 000
Švédsko: Svensson – Stoltz, Björn, Svedberg, Nordlander - Bröms, Johansson, Öberg - Blomé, Mild, Petterson - Härdin, Anderson, Sterner.
Finsko: Lahtinen – Haapaniemi, Numminen, Suokko, Nurmi - Salonen, Rastio, Kilpiö - Nieminen, Seistamo, Luostarinen - Ahlqvist, Hyytiänien, Vainio.
 Československo -  SSSR 6:4 (2:1, 2:2, 2:1)
7. března 1961 (20:45) – Ženeva (Les Vernets)

Branky a nahrávky Československa: 10. Ján Starší, 15. Ján Starší, 31. František Gregor, 34. Jiří Dolana (Bohumil Prošek), 53. Vlastimil Bubník, 60. Václav Pantůček.

Branky a nahrávky SSSR: 19. Vjačeslav Staršinov, 21. Jevgenij Majorov (Boris Majorov), 25. Viktor Jakušev, 47. Boris Majorov.

Rozhodčí: Robert Barry (USA), Olle Viking (SWE)

Vyloučení: 6:7 (2:0)

Diváků: 11 500
ČSSR: Josef Mikoláš – Rudolf Potsch, Jan Kasper, František Gregor, Stanislav Sventek – Vlastimil Bubník, Václav Pantůček, Miroslav Vlach – Ján Starší, František Vaněk, Josef Černý – Jiří Dolana, Luděk Bukač, Bohumil Prošek.
SSSR: Vladimír Činov – Nikolaj Sologubov, Ivan Tregubov, Genrich Sidorenkov, Alexandr Ragulin – Konstantin Loktěv, Alexandr Almetov, Veniamin Alexandrov – Nikolaj Snětkov, Viktor Jakušev, Viktor Cypljakov – Jevgenij Majorov, Vjačeslav Staršinov, Boris Majorov.
 USA –  SRN 4:4 (3:1, 1:1, 0:2)
7. března 1961 (17:00) – Lausanne (Patinoire de Montchoisi)

Branky USA: 1. Jack Williams, 17. Marv Jorde, 20. Marv Jorde, 38. Marv Jorde.

Branky SRN: 1. Ernst Trautwein, 3. Hans Rampf, 39. Georg Scholz, 51. Georg Scholz.

Rozhodčí: Gennaro Olivieri (SUI), Breitenstein (SUI)

Vyloučení: 4:7 + Paul Johnson 2x na 10 min.

Diváků: 1 500
USA: Palmer – Riley, Mayasich, Westby, Noreen - Brooks, Turk, Williams - Poole, Johnson, Jorde - Burg, Rovick, Grafstrom.
SRN: Lindner - Ambros, Schneitberger, Rampf, Riedl - Schuldes, Waitl, Reif - Scholz, Sepp, Trautwein - Wellen, Schubert, Eberl.
 Kanada –  NDR 5:2 (0:0, 0:0, 5:2)
7. března 1961 (20:45) – Lausanne (Patinoire de Montchoisi) 

Branky Kanady: 41. Jack McLeod, 43. Mike Lagace, 46. Walter Peacosh, 47. Norman Lenardon, 54. Mike Lagace.

Branky NDR: 44. Joachim Ziesche, 59. Joachim Ziesche.

Rozhodčí: Jaroslav Pokorný (TCH), Olle Wilkert (SWE).

Diváků: 2 000
Kanada: Cyr – Sly, Fletcher, Ferguson, Smith - McLeod, Jones, McIntyre - Lenardon, Rusnell, Peacosh - Hockley, Lagace, Kromm.
NDR: Hirche – Heinze, Kuczera, Heinicke, Voigt - Novy, Poindl, Franke - Klügel, Ziesche, Hiller - Kratzsch, Szengel, Grimm.
 Švédsko –  SRN 12:1 (3:0, 3:1, 6:0)
8. března 1961 (20:45) – Ženeva (Les Vernets) 

Branky Švédska: 1. Ronald Pettersson, 2. Lars Björn, 17. Ronald Pettersson, 22. Roland Stoltz, 31. Ronald Pettersson, 32. Per-Olof Härdin, 43. Hans Mild, 45. Ulf Sterner, 53. Anders Andersson, 53. Per-Olof Härdin, 57. Per-Olof Härdin, 58. Sigurd Bröms.

Branky SRN: 29. Georg Scholz.

Rozhodčí: Gennaro Olivieri (SUI), Hugh MacLean (CAN)

Vyloučení: 3:6 + Ronald Pettersson na 10 min.

Diváků: 2 500
Švédsko: Svensson – Stoltz, Björn, Svedberg, Nordlander - Bröms, Johansson, Rydberg - Öberg, Mild, Petterson - Härdin, Anderson, Sterner.
SRN: Edelmann – Ambros, Schneitberger, Rampf, Riedl - Schuldes, Waitl, Reif - Scholz, Sepp, Trautwein - Herzig, Schubert, Eberl.
 USA –  NDR 5:6 (2:2, 3:1, 0:3)
8. března 1961 (20:45) – Lausanne (Patinoire de Montchoisi)

Branky USA: 1. Paul Johnson, 16. Jack Poole, 29. Bob Turk, 33. Herb Brooks, 39. Sam Grafstrom.

Branky NDR: 12. Dieter Kratzsch, 15. Joachim Ziesche, 39. Manfred Buder, 48. Horst Heinze, 51. Manfred Buder, 53. Joachim Franke.

Rozhodčí: Olle Viking (SWE), Andrej Starovojtov (URS)

Vyloučení: 8:0

Diváků: 1 800
USA: Palmer – Riley, Mayasich, Burg, Noreen - Brooks, Turk, Williams - Poole, Johnson, Jorde - Dilworth, Rovick, Grafstrom.
NDR: Hirche (40. Kolbe) – Heinze, Kuczera, Schildan, Voigt - Novy, Buder, Franke - Klügel, Ziesche, Hiller - Kratzsch, Poindl, Grimm.
 SSSR –  NDR 9:1 (6:0, 1:1, 2:0)
9. března 1961 (20:45) – Ženeva (Les Vernets)

Branky SSSR: 1. Konstantin Loktěv, 2. Ivan Tregubov, 2. Nikolaj Snětkov, 3. Vjačeslav Staršinov, 4. Veniamin Alexandrov, 16. Ivan Tregubov, 39. Alexandr Almetov, 52. Konstantin Loktěv, 55. Veniamin Alexandrov.

Branky NDR: 26. Sigfried Grimm.

Rozhodčí: Karl Müller (SUI), Henry Nordlie (NOR)

Vyloučení: 3:2

Diváků: 2 000
SSSR: Činov – Sologubov, Tregubov, Sidorenkov, Ragulin - Loktěv, Almetov, Alexandrov - Snětkov, B. Jakušev, Cypljakov - Jevgenij Majorov, Staršinov, Boris Majorov.
NDR: Kolbe – Heinze, Kuczera, Heinicke, Voigt - Novy, Buder, Franke - Szengel, Ziesche, Hiller - Kratzsch, Poindl, Grimm.
 Finsko –  SRN 3:3 (1:0, 0:1, 2:2)
9. března 1961(17:00) – Ženeva (Les Vernets) 

Branky Finska: 5. Teppo Rastio, 52. Teppo Rastio, 54. Pertti Nieminen.

Branky SRN: 27. Otto Schneitberger, 55. Otto Schneitberger, 56. Ernst Trautwein.

Rozhodčí: Olle Viking (SWE), Olle Wilkert (SWE)

Vyloučení: 9:6

Diváků: 500
Finsko: Lahtinen – Haapaniemi, Numminen, Suokko, Koiso - Salonen, Rastio, Kilpiö - Nieminen, Seistamo, Luostarinen - Ahlqvist, Hyytiänien, Vainio.
SRN: Edelmann – Waitl, Schneitberger, Ambros, Scholl - Zanghellini, Trautwein, Wellen - Schuldes, Schubert, Reif - Rampf, Eberl.
 Kanada –  Československo 1:1 (0:1, 1:0, 0:0)
9. března 1961 (20:45) – Lausanne (Patinoire de Montchoisi)

Branky a nahrávky Kanady: 37. John McIntyre (Jack McLeod).

Branky a nahrávky Československa: 20. Miroslav Vlach (Václav Pantůček).

Rozhodčí: Gennaro Olivieri (SUI), Breitenstein (SUI)

Vyloučení: 5:2 (0:0)

Diváků: 14 000
ČSSR: Josef Mikoláš – Rudolf Potsch, Jan Kasper, František Gregor, Stanislav Sventek – Vlastimil Bubník, Václav Pantůček, Miroslav Vlach – Ján Starší, František Vaněk, Josef Černý – Jiří Dolana, Luděk Bukač, Bohumil Prošek.
Kanada: Seth Martin – Darryl Sly, Don Fletcher, George Ferguson, Harry Smith – Norman Lenardon, David Rusnell, Walter Peacosh – Jack McLeod, Hal Jones, John McIntyre – Cal Hockley, Mike Lagace, Adolphe Tambellini.
 Československo –  NDR 5:1 (1:0, 2:1, 2:0)
11. března 1961 (16:00) – Ženeva (Les Vernets) 

Branky a nahrávky Československa: 14. Ján Starší (František Vaněk), 26. Václav Pantůček (Vlastimil Bubník), 27. Vlastimil Bubník, 50. Miroslav Vlach (Vlastimil Bubník), 60. Josef Černý (František Vaněk).

Branky a nahrávky NDR: 31. Sigfried Grimm (Heinz Kuczera).

Rozhodčí: Gennaro Olivieri (SUI), Olle Wilkert (SWE)

Vyloučení: 1:3 (0:0)

Diváků: 2 000
ČSSR: Josef Mikoláš – Rudolf Potsch, Jan Kasper, František Gregor, Stanislav Sventek - Vlastimil Bubník, Václav Pantůček, Miroslav Vlach - Ján Starší, František Vaněk, Josef Černý - Jiří Dolana, Luděk Bukač, Bohumil Prošek.
NDR: Klaus Hirche – Horst Heinze, Heinz Kuczera, Heinz Schildan, Dieter Voigt - Erich Novy, Manfred Buder, Joachim Franke - Gerhard Klügel, Joachim Ziesche, Bernd Hiller - Dieter Kratzsch, Bernd Poindl, Sigfried Grimm.
 Švédsko –  USA 7:3 (1:2, 2:1, 4:0)
11. března 1961 (20:45) – Ženeva (Les Vernets) 

Branky Švédska: 3. Sven Tumba Johansson, 28. Ronald Pettersson, 37. Anders Andersson, 46. Ulf Sterner, 52. Ulf Sterner, 55. Bert-Olov Nordlander, 57. Per-Olof Härdin.

Branky USA: 1. Marv Jorde, 2. Bob Turk, 30. Bob Turk.

Rozhodčí: Quido Adamec (TCH), Jaroslav Pokorný (TCH)

Vyloučení: 4:6

Diváků: 6 500
Švédsko: Svensson – Stoltz, Björn, Blomé, Nordlander - Bröms, T. Johansson, Rydberg - Öberg, Mild, Petterson - Härdin, Anderson, Sterner.
USA: Yurkovich – Riley, Mayasich, Westby, Noreen - Brooks, Turk, Williams - Poole, Johnson, Jorde - Burg, Frank, Grafstrom.
 SSSR –  SRN 11:1 (2:0, 4:1, 5:0)
11. března 1961 (17:00) – Lausanne (Patinoire de Montchoisi)

Branky SSSR: 8. Boris Majorov, 11. Nikolaj Snětkov, 21. Veniamin Alexandrov, 25. Vjačeslav Staršinov, 26. Konstantin Loktěv, 39. Alexandr Almetov, 45. Boris Majorov, 46. Alexandr Almetov, 55. Boris Majorov, 59. Jevgenij Majorov, 60. Boris Majorov

Branky SRN: 35. Ernst Trautwein.

Rozhodčí: Hans-Rudolf Braun (SUI), Jan Wycisk (POL)

Vyloučení: 0:3

Diváků: 5 000
SSSR: Činov – Sologubov, Tregubov, Sidorenkov, Ragulin - Loktěv, Almetov, Alexandrov - Snětkov, Jurzinov, Cypljakov - Jevgenij Majorov, Staršinov, Boris Majorov
SRN: Lindner – Waitl, Rampf, Schneitberger, Riedl - Scholz, Sepp, Trautwein - Herzig, Schuldes, Eberl - Schubert, Zanghellini, Wellen.
 Kanada–  Finsko 12:1 (7:1, 1:0, 4:0)
11. března 1961 (20:45) – Lausanne (Patinoire de Montchoisi)

Branky Kanady: 2. Walter Peacosh, 5. Hal Jones, 13. David Rusnell, 14. David Rusnell, 14. Mike Lagace, 16. Jack McLeod, 18. David Rusnell, 23. Darryl Sly, 41. John McIntyre, 42. John McIntyre, 44. Walter Peacosh, 54. Jack McLeod.

Branky Finska: 17. Jorma Suokko.

Rozhodčí: Karl Müller (SUI), Richard Wagner (GER)

Vyloučení: 4:5 + Don Fletcher a Pertti Nieminen na 5 min.

Diváků: 5 000
Kanada: Martin – Sly, Fletcher, Ferguson, Smith - McLeod, Jones, McIntyre - Lenardon, Rusnell, Peacosh - Hockley, Lagace, Tambelllni.
Finsko: Lahtinen – Haapaniemi, Nurmi, Suokko, Koiso - Salonen, Rastio, Kilpiö - Nieminen, Seistamo, Luostarinen - Rikala, Hyytiänien, Vainio.
 Kanada –  SSSR 5:1 (1:0, 2:0, 2:1)
12. března 1961 (18:00) – Ženeva (Les Vernets)

Branky Kanady: 9. Harry Smith, 31. Jack McLeod, 33. Hal Jones, 41. Jack McLeod, 59. Norman Lenardon.

Branky SSSR: 52. Boris Majorov.

Rozhodčí: Gennaro Olivieri (SUI), Breitenstein (SUI)

Vyloučení: 3:4 (0:0) + David Rusnell a Vjačeslav Staršinov na 5 min.

Diváků: 12 000
Kanada: Martin – Sly, Fletcher, Ferguson, Smith - McLeod, Jones, McIntyre - Lenardon, Rusnell, Peacosh - Hockley, Lagace, Tambelllni.
SSSR: Činov – Sologubov, Tregubov, Sidorenkov, Ragulin - Loktěv, Almetov, Alexandrov - Snětkov, Jakušev, Jurzinov - Jevgenij Majorov, Staršinov, Boris Majorov
 Československo –  Švédsko 5:2 (3:1, 1:1, 1:0)
12. března 1961 (14:30) – Lausanne (Patinoire de Montchoisi)

Branky a nahrávky Československa: 1. Jan Kasper, 11. Miroslav Vlach (Vlastimil Bubník), 14. Jan Kasper (Josef Černý), 30. Luděk Bukač (Jiří Dolana), 41. Vlastimil Bubník (Václav Pantůček).

Branky a nahrávky Švédska: 2. Sven Tumba Johansson, 32. Hans Mild (Gert Blomé).

Rozhodčí: Hugh MacLean (CAN), Fritz Gross (GDR)

Vyloučení: 10:5 (0:0)

Diváků: 9 000
ČSSR : Josef Mikoláš – Rudolf Potsch, Jan Kasper, František Gregor, Stanislav Sventek – Vlastimil Bubník, Václav Pantůček, Miroslav Vlach – Ján Starší, František Vaněk, Josef Černý – Jiří Dolana, Luděk Bukač, Bohumil Prošek.
Švédsko: Kjell Svensson – Roland Stoltz, Bert-Olov Nordlander, Hans Svedberg, Gert Blomé – Ronald Pettersson, Hans Mild, Gösta Sandberg – Sigurd Bröms, Sven Tumba Johansson, Carl-Göran Öberg – Per-Olof Härdin, Anders Andersson, Ulf Sterner.
 USA –  Finsko 5:2 (1:0, 2:0, 2:2)
12. března 1961 (18:30) – Lausanne (Patinoire de Montchoisi)

Branky USA: 14. Dick Burg, 24. Dan Dilworth, 31. Paul Johnson, 57. David Frank, 57. Herb Brooks.

Branky Finska: 52. Timo Ahlqvist, 55. Raimo Kilpiö.

Rozhodčí: Richard Wagner (FRG), Jan Wycisk (POL)

Vyloučení: 3:4 + Mauno Nurmi na 10 min.

Diváků: 1 500
USA: Palmer – Riley, Mayasich, Burg, Noreen - Brooks, Turk, Williams - Poole, Johnson, Jorde - Dilworth, Frank, Grafstrom.
Finsko: Lahtinen – Haapaniemi, Nurmi, Suokko, Koiso - Salonen, Rastio, Kilpiö - Nieminen, Seistamo, Luostarinen - Rikala, Hyytiänien, Vainio.
 NDR –  SRN 5:0 kontumačně.
12. března 1961 (14:00) – Ženeva (Les Vernets)
- Mužstvo SRN nenastoupilo k utkání.

## Statistiky

### Nejlepší hráči podle direktoriátu IIHF
| Brankář | Seth Martin      |
| Obránce | Ivan Tregubov    |
| Útočník | Vlastimil Bubník |

### All Stars
| Brankář         | Seth Martin    |
| Levý obránce    | Harry Smith    |
| Pravý obránce   | Darryl Sly     |
| Levé křídlo     | Boris Majorov  |
| Střední útočník | Mike Lagace    |
| Pravé křídlo    | Miroslav Vlach |

### Kanadské bodování
| Poř. | Kanadské bodování   | Branky | Přihrávky | Body |
| ---- | ------------------- | ------ | --------- | ---- |
| 1.   | Boris Majorov       | 7      | 9         | 16   |
| 2.   | Jack McLeod         | 10     | 2         | 12   |
| 3.   | Vlastimil Bubník    | 4      | 8         | 12   |
| 4.   | Hal Jones           | 3      | 8         | 11   |
| 5.   | David Rusnell       | 5      | 5         | 10   |
| 5.   | Vjačeslav Staršinov | 5      | 5         | 10   |
| 7.   | Vlastimil Bubník    | 4      | 5         | 9    |
| 8.   | Ronald Pettersson   | 6      | 2         | 8    |
| 8.   | Veniamin Alexandrov | 6      | 2         | 8    |
| 8.   | Nikolaj Snětkov     | 6      | 2         | 8    |

### Rozhodčí
| Rozhodčí           | Zápasy |
| ------------------ | ------ |
| Gennaro Olivieri   | 7      |
| Karl Müller        | 5      |
| Breintenstein      | 5      |
| Olle Wiking        | 4      |
| Miroslav Pokorný   | 5      |
| Ernst Wilkert      | 4      |
| Hugh McLean        | 4      |
| Robert Barry       | 3      |
| Andrej Starovojtov | 3      |
| Fritz Gross        | 3      |
| Hans-Rudolf Braun  | 3      |
| Jan Wycisk         | 3      |
| Quido Adamec       | 2      |
| Richard Wágner     | 2      |
| Henry Nordlie      | 1      |

### Soupiska Kanady
Kanada (Trail Smoke Eaters)

Brankáři: Seth Martin, Claude Cyr.

Obránci: Don Fletcher, Darryl Sly, George Ferguson, Harry Smith, Ed Christofoli.

Útočníci: Jack McLeod, Hal Jones, John McIntyre, Norman Lenardon, David Rusnell, Walter Peacosh, Cal Hockley, Mike Lagace, Adolphe Tambellini, Robert Kromm, Gerry Penner.

Trenér: Robert Kromm.

### Soupiska Československa
Československo

Brankáři: Josef Mikoláš, Vladimír Nadrchal.

Obránci: Rudolf Potsch, Jan Kasper, František Gregor, Stanislav Sventek, Jaromír Bünter.

Útočníci:  – Vlastimil Bubník, Václav Pantůček, Bohumil Prošek, Ján Starší, František Vaněk, Miroslav Vlach, Jiří Dolana, Luděk Bukač, Josef Černý, Zdeněk Kepák.

Trenér: Vladimír Kostka, Zdeněk Andršt.

### Soupiska SSSR
SSSR

Brankáři: Vladimír Činov, Viktor Konovalenko.

Obránci: Alexandr Ragulin, Genrich Sidorenkov, Nikolaj Snětkov, Nikolaj Sologubov, Ivan Tregubov, Vladimir Brežněv.

Útočníci: Veniamin Alexandrov, Alexandr Almetov, Viktor Jakušev, Vladimir Jurzinov, Konstantin Loktěv, Boris Majorov, Jevgenij Majorov, Vjačeslav Staršinov, Viktor Cypljakov

Trenér: Arkadij Černyšov, Vladimir Jegorov.

### Soupiska Švédska
4.  Švédsko

Brankáři: Tommy Björkman, Kjell Svensson.

Obránci: Lars Björn, Gert Blomé, Bert-Olov Nordlander, Roland Stoltz, Hans Svedberg.

Útočníci: Anders Andersson, Sigurd Bröms, Per-Olof Härdin, Hans Mild, Ronald Pettersson, Åke Rydberg, Gösta Sandberg, Ulf Sterner, Sven Tumba Johansson, Carl-Göran Öberg.

Trenér: Arne Strömberg.

### Soupiska NDR
5.  NDR

Brankáři: Klaus Hirche, Peter Kolbe.

Obránci: Horst Heinze, Heinz Kuczera, Heinz Schildan, Dieter Voigt, Günther Heinicke.

Útočníci: Joachim Franke, Manfred Buder, Erich Novy, Gerhard Klügel, Joachim Ziesche, Bernd Hiller, Dieter Kratzsch, Bernd Poindl, Sigfried Grimm, Gerhard Szengel.

Trenéři: Jiří Anton (TCH), Rudi Schmieder.

### Soupiska USA
6.  USA

Brankáři: Tom Yurkowich, Larry Palmer.

Obránci: Jim Westby, John Mayasich, Dale Noreen, Tom Riley.

Útočníci: Herb Brooks, Bob Turk, Jack Williams, Jack Poole, Paul Johnson, Marv Jorde, Sam Grafstrom, David Rovick, Dick Burg, Dan Dilworth, David Frank.

Trenér: John Pleban.

### Soupiska Finska
7.  Finsko

Brankáři: Juhani Lahtinen, Isto Virtanen.

Obránci: Kalevi Numminen, Jorma Suokko, Matti Haapaniemi, Erkki Koiso, Mauno Nurmi.

Útočníci: Raimo Kilpiö, Teppo Rastio, Anssi Salonen, Pertti Nieminen, Esko Luostarinen, Jouni Seistamo, Timo Ahlqvist, Pentti Hyytiäinen, Seppo Vainio, Jorma Rikala.

Trenér: Derek Holmes.

### Soupiska SRN
8.  SRN

Brankáři: Wilhelm Edelmann, Harry Lindner.

Obránci: Paul Ambros, Leonhard Waitl, Hans Rampf, Otto Schneitberger, Walter Riedel

Útočníci: Georg Scholz, Kurt Sepp, Ernst Trautwein, Josef Reif, Bernd Herzig, Horst Schuldes, Georg Eberl, Helmut Zanghellini, Siegfried Schubert, Remigius Wellen.

Trenér: Markus Egen.

## Kvalifikace o postup do skupiny A
Švýcarsko –  SRN 	5:6 (0:1, 1:3, 4:1 – 0:1pp)
1. března 1961 (20:45) – Ženeva (Les Vernets)

Branky Švýcarska: 3x Naef, Messerli, Stammbach

Branky SRN: 3x Georg Scholz, 2x Josef Reif, Helmut Zanghellini.

Rozhodčí: Hugh MacLean (CAN), Robert Barry (USA)

Vyloučení: 7:8 + Kurt Sepp na 10 min.

Diváků: 7 200
Švýcarsko: Kiener – Pappa, Gerber, Friedrich, Bagnoud – Bazzi, Stammbach, Naef – Ehrensberger, Messerli, Berchtold – H. Truffer, Pfammatter, Berry.
SRN: Edelmann – Ambros, Rampf, Waitl, Riedl – Schuldes, Reif, Herzig – Scholz, Sepp, Trautwein – Zanghellini, Schubert, Eberl.

 NDR –  Norsko	6:3 (1:0, 1:1, 4:2)
2. března 1961 (12:00) – Lausanne (Patinoire de Montchoisi)

Branky NDR: 2x Bernd Poindl, 2x Gerhard Klügel, Joachim Franke, Joachim Ziesche.

Branky Norska: 2x Dalsören, Gundersen.

Rozhodčí: Hugh MacLean (CAN), Robert Barry (USA)

Vyloučení: 4:1

Diváků: 300
NDR: Kolbe – Heinze, Heinz Kuczera, Schildan, Voigt – Erich Novy, Manfred Buder, Franke – Klügel, Joachim Ziesche, Bernd Hiller – Poindl, Dieter Kratzsch, Grimm.
Norsko: Nygard – Bjerklund, Gundersen, H. Petersen, Bakke – Hellrud, Dalsören, Larsen – Nyhaug, Bergeid, Ch. Petersen – Troften, Skjerwen, Moe.

## MS Skupina B
|    |                | NOR | GBR  | SUI | ITA | POL | AUT  | V | R | P | Skóre | B |
| 1. | Norsko         | *** | 2:3  | 6:0 | 7:1 | 5:3 | 7:2  | 4 | 0 | 1 | 27:9  | 8 |
| 2. | Velká Británie | 3:2 | ***  | 2:2 | 3:3 | 3:2 | 10:2 | 3 | 2 | 0 | 21:11 | 8 |
| 3. | Švýcarsko      | 0:6 | 2:2  | *** | 5:3 | 1:3 | 9:1  | 2 | 1 | 2 | 17:15 | 5 |
| 4. | Itálie         | 1:7 | 3:3  | 3:5 | *** | 5:3 | 7:2  | 2 | 1 | 2 | 19:20 | 5 |
| 5. | Polsko         | 3:5 | 2:3  | 3:1 | 3:5 | *** | 2:3  | 1 | 0 | 4 | 13:17 | 2 |
| 6. | Rakousko       | 2:7 | 2:10 | 1:9 | 2:7 | 3:2 | ***  | 1 | 0 | 4 | 10:35 | 2 |

 Švýcarsko –  Norsko 	0:6 (0:3, 0:3, 0:0)
3. března 1961 - Ženeva

Branky USA: 2x H. Petersen, Bjerklund, Nyhaug, Hellrud, Bergeid
 Velká Británie –  Rakousko 10:2 (3:0, 5:1, 2:1)
3. března 1961 - Lausanne

Branky Velké Británie: 3x Fresher, 2x Paton, 2x O’Brien, 2x Carlyle, Imrie

Branky Rakouska: Znehnalik, Bachura.
 Itálie –  Polsko 5:3 (0:2, 2:1, 3:0)
3. března 1961 - Lausanne

Branky Itálie: Mandala, A. Da Rin, Crotti, Coletti, Tucci

Branky Polska: Manowski, Olczyk, Bryniarski.
 Itálie –  Rakousko	7:2 (0:0, 2:2, 5:0)
5. března 1961 – Ženeva

Branky Itálie: 3x Mandala, 2x A. Da Rin, Crotti, Agazzi

Branky Rakouska: Mössmer, Spielmann.
 Norsko -  Polsko	5:3 (2:1, 2:1, 1:1)
6. března 1961 - Ženeva

Branky Norska: Larsen, Bjerklund, Nyhaug, Moe, Bergeid

Branky Polska: Sitko, Kilanowicz, Kurek.
 Velká Británie -  Itálie 3:3 (3:2, 0:0, 0:1)
6. března 1961 - Ženeva

Branky Velké Británie: Imrie, Fresher, Forbes

Branky Itálie: 2x Branduardi, Mandala.
 Švýcarsko –  Rakousko	9:1 (5:0, 2:0, 2:1)
6. března 1961 – Lausanne

Branky Švýcarska: 2x Naef, 2x H. Truffer, Stammbach, Bazzi, Golaz, Berchtold, Messerli

Branky Rakouska: Bächler.
 Švýcarsko –  Polsko	1:3 (1:1, 0:0, 0:2)
7. března 1961 – Lausanne

Branky Švýcarska: Stammbach

Branky Polska: Fonfara, Gosztyla, Bryniarski.
 Velká Británie –  Polsko	3:2 (1:1, 1:0, 1:1)
9. března 1961 – Ženeva

Branky Velké Británie: Dryburgh, Spence, Imrie

Branky Polska: Regula, Gosztyla.
 Norsko –  Rakousko 7:2 (2:0, 1:2, 4:0)
9. března 1961 – Lausanne

Branky Norska: 2x Ch.Petersen, Nyhaug, Olson, Bjerklund, Dalsören, Larsen

Branky Rakouska: Spielmann, Tischer.
 Polsko –  Rakousko	2:3 (0:0, 1:0, 1:3)
10. března 1961 – Ženeva

Branky Polska: Gosztyla, J. Bryniarski

Branky Rakouska: Znehnalik, Spielmann, Wechselberger.
 Norsko –  Itálie	7:1 (3:0, 1:1, 3:0)
10. března 1961 – Ženeva

Branky Norska: 2x Riise, Hansen, Dalsören, Olsen, Ch. Petersen, Moe

Branky Itálie: Mandala.
 Švýcarsko –  Velká Británie 2:2 (0:0, 1:1, 1:1)
10. března 1961 – Lausanne

Branky Švýcarska: Golaz, Messerli

Branky Velké Británie: Paton, Forbes.
 Švýcarsko –  Itálie	5:3 (1:1, 2:1, 2:1)
11. března 1961 – Ženeva

Branky Švýcarska: 2x Naef, Berry, Stammbach, Bazzi

Branky Itálie: 2x Branduardi, Oberhammer.
 Norsko –  Velká Británie 2:3 (2:1, 0:1, 0:1)
12. března 1961 – Lausanne

Branky Norska: Moe, Bergeid

Branky Velké Británie: Browne, Forbes, Fresher.

## Kvalifikace o postup do skupiny B
Velká Británie –  Belgie		18:1 (6:1, 6:0, 6:0)
2. března 1961 - Ženeva

Branky Velké Británie: 9. Forbes, 13. Paton, 14. Shepperd, 16. Carlyle, 19. W. Brennan, 19. Forbes, 24. Carlyle, 26. Crawford, 28. Spence, 29. Shepperd, 36. O’Brian, 40. Smith, 42. Fresher, 46 Spence, 47. Spence, 53. O’Brian, 58. Spence, 59. W. Brennan.

Branky Belgie: 10. Moris

Rozhodčí: Quido Adamec (TCH), Fritz Gross (GDR)

Vyloučení: 3:4
Velká Británie: Clarke – Shepperd, Brown, Imre, Carlyle – Crawford, Spence, Forbes – Fresher, O’brian, W. Brennan – Murray, Smith, Paton.
Belgie: Van Der Were – R. Couquelet, Vanderacoirt, Colfs, Moris – De Ceunynck, Berry, G. Couquelet – Crombags, Delvignette, Berger.
 Rakousko –  Rumunsko 	6:5 (1:1, 4:3, 1:1)
2. března 1961 - Ženeva

Branky Rakouska: 10. Jöchl, 23. Singenwald, 24. Winkler, 34. Knoll, 37. Jöchl, 54. Spielmann

Branky Rumunska: I. Szabo, 25. Takacs, 32. Ferenczy, 36. G. Szabo, 41. I. Szabo

Rozhodčí: Jan Wycisk (POL), Richard Wagner (GER)

Vyloučení: 5:4
Rakousko: Püls – Bachura, Knoll, Thielmann, Mössmer – Jöchl, Wechselberger, Winkler – Spielmann, Znenahlik, Singenwald.
Rumunsko: Sofian (Puskas) – Ionescu, Czaka, Varga, Hollo – I. Szabo, Ferenczy, G. Szabo – Biro, Naghi, Takacs – Cazan, Kalamar, Sodre.

## MS Skupina C
|    |            | ROM  | FRA  | YUG  | NED  | RSA  | BEL  | V | R | P | Skóre | B  |
| 1. | Rumunsko   | ***  | 9:3  | 12:1 | 12:0 | 14:0 | 22:1 | 5 | 0 | 0 | 69:5  | 10 |
| 2. | Francie    | 3:9  | ***  | 3:2  | 7:3  | 11:2 | 10:0 | 4 | 0 | 1 | 34:16 | 8  |
| 3. | Jugoslávie | 1:12 | 2:3  | ***  | 9:2  | 12:3 | 10:2 | 3 | 0 | 2 | 34:22 | 6  |
| 4. | Nizozemsko | 0:12 | 3:7  | 2:9  | ***  | 8:4  | 5:4  | 2 | 0 | 3 | 18:36 | 4  |
| 5. | JAR        | 0:14 | 2:11 | 3:12 | 4:8  | ***  | 9:2  | 1 | 0 | 4 | 18:47 | 2  |
| 6. | Belgie     | 1:22 | 0:10 | 2:10 | 4:5  | 2:9  | ***  | 0 | 0 | 5 | 9:56  | 0  |

 Francie –  Nizozemsko	7:3 (1:1, 4:0, 2:2)
3. března 1961 – Ženeva

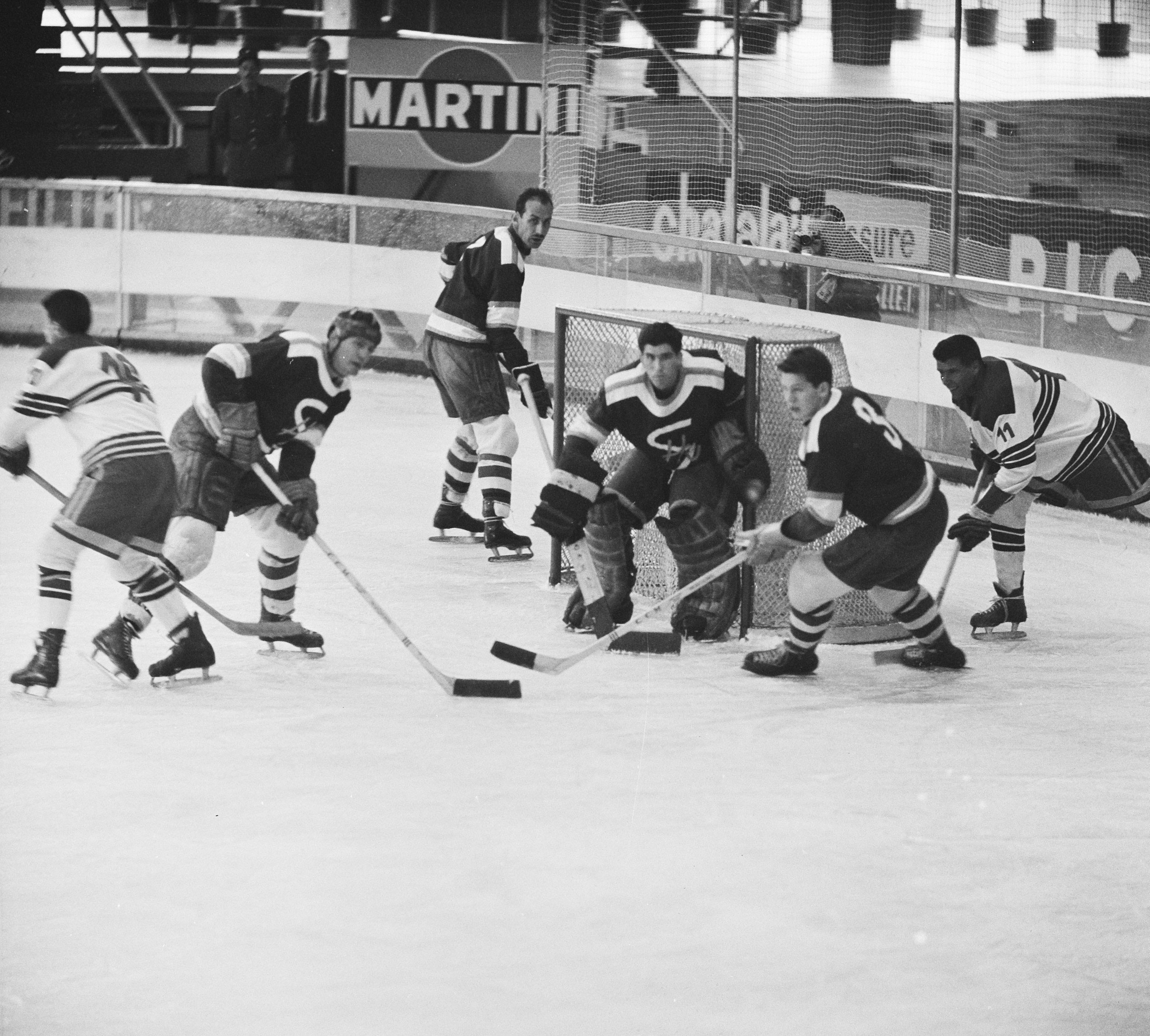
Fotografie ze zápasu Nizozemsko–Jugoslávie

Branky Francie: 16. Lacarriere, 21. Lacarriere, 28. Paupardin, 34. Bozon, 39. Lacarriere, 42. Bozon, 59. Lacarriere.

Branky Nizozemska: 6. Bakker, 47. Hendricks, 49. Bakker

Rozhodčí: Unto Viitala (FIN), Gösser (ITA)
 Rumunsko –  Belgie		22:1 (7:1, 10:0, 5:0)
3. března 1961 – Ženeva

Branky Rumunska: 7. Ferenczi, 9. I. Szabó, 11. Calamar, 12. Calamar, 14. Ionescu, 15. Andrei, 17. Cazan, 21. Cazan, 24. Ferenczi, 28. Andrei, 29. Ferenczi, 32. Andrei, 33. Cazan, 34. I. Szabó, 35. Varga, 36. Ferenczi, 39. I. Szabó, 47. Calamar, 49. Ionescu, 51. Varga, 54. Tiriac, 59. Cazan.

Branky Belgie: 13. Colfs

Rozhodčí: Olle Wilkert (SWE), Henry Nordlie (NOR)
 Jugoslávie –  JAR	12:3 (4:0, 3:1, 5:2)
3. března 1961 – Lausanne

Branky Jugoslávie: 6. Smolej, 10. Felc, 12. Zupančič, 20. Klinar, 21. Felc, 29. Klinar, 36. Tišlar, 46. Đorđević, 53. Klinar, 54. Trebušak, 57. Smolej, 58. Klinar.

Branky JAR: 32. Prisley, 45. Campbell, 48. Lucas,

Rozhodčí: Karl Müller (SUI), Hans-Rudolf Braun (SUI)
 Jugoslávie –  Nizozemsko	9:2 (4:0, 3:2, 2:0)
4. března 1961 – Ženeva

Branky USA: 6. Trebušak, 6. Holbus, 7. Smolej, 11. Trebušak, 32. Klinar, 36. Tišlar, 38. Valentar, 55. Felc, 58. Brun.

Branky USA: 21. Hoogervorst, 27. Bakker

Rozhodčí: Olle Viking (SWE), Pougencq (FRA)
 Rumunsko –  JAR	14:0 (5:0, 5:0, 4:0)
5. března 1961 – Lausanne

Branky Rumunska: 6. Tiriac, 11. Tiriac, 14. Nagy, 17. Andrei, 20. Biró, 22. Ferenczi, 31. Hollo, 32. Takacs, 33. Hollo, 39. Szabó, 42. Ionesco, 46. Hollo, 47. Takacs, 54. Tiriac.

Branky JAR: nikdo

Rozhodčí: Henry Nordlie (NOR), Unto Viitala (FIN)
 JAR –  Nizozemsko	4:8 (1:2, 1:1, 2:5)
6. března 1961 – Ženeva

Branky JAR: 18. Vickers, 23. Geffen, 42. Geffen, 58. Geffen

Branky Nizozemska: 6. Smit, 13. Heruer, 22. Pieterse, 44. Klein, 45. Pieterse, 48. Pieterse, 59. Heruer, 59. Dirks

Rozhodčí: Tsutsumi (JPN), Richard Wagner (FRG)
 Francie –  Belgie		10:0 (2:0, 4:0, 4:0)
6. března 1961 – Lausanne

Branky Francie: 2. Dufour, 15. Lacarriere, 30. Bozon, 31. Bozon, 36. Lacarriere, 37. Bochatay, 41. Bozon, 41. Allard, 45. Guenelon, 49. Lacarriere.

Branky Belgie: nikdo

Rozhodčí: Henry Nordlie (NOR), Quido Adamec (TCH)
 Rumunsko –  Jugoslávie	12:1 (2:0, 4:1, 6:0)
6. března 1961 – Lausanne

Branky Rumunska: 4. Biró, 18. G. Szabó, 21. G. Szabó, 22. Biró, 28. G. Szabó, 36. Calamar, 43. G. Szabó, 44. G. Szabó, 46. Ionesco, 47. Ferenczi, 48. Andrei, 54. Nagy.

Branky Jugoslávie: 31. Tišlar

Rozhodčí: Karl Müller (SUI), Hans-Robert Braun (SUI)
 Francie – JAR 11:2 (2:1, 3:0, 6:1)
7. března 1961 – Ženeva

Branky Francie: 1. Lacarrière, 34. Lacarrière, 37. Guennelon, 38. Bozon, 46. Guennelon, 46. Bozon, 48. Paupardin, 54. Pianfetti, 56. Bochatay, 58. Guennelon, 59. Bozon

Branky JAR: 4. Geffen, 60. Vickers

Rozhodčí: Karl Müller (SUI), Fritz Gross (GDR)
 Jugoslávie –  Belgie	10:2 (2:0, 5:1, 3:1)
8. března 1961 – Ženeva

Branky Jugoslávie: 6. Smolej, 13. Klinar, 25. Felc, 26. Valentar, 29. Ravnik, 32. Mijušković, 34. Zupančič, 43. Zupančič, 44. Tišlar, 59. Klinar

Branky Belgie: 39. De Ceunynck, 54. Noterman

Rozhodčí: Robert Barry (USA), Henry Nordlie (NOR)
 Rumunsko –  Nizozemsko	12:0 (4:0, 4:0, 4:0)
8. března 1961 – Lausanne

Branky Rumunska: 1. J. Szabó, 8. Cazan, 11. J. Szabó, 19. Hollo, 30. J. Szabó, 32. Varga, 36. Biró, 40. Tiriac, 42. Hollo, 43. Biró, 52. G. Szabó, 59. Ferenczi.

Rozhodčí: Jaroslav Pokorný (TCH), Olle Wilkert (SWE)
 Francie –  Jugoslávie	3:2 (1:0, 0:1, 2:1)
9. března 1961 – Lausanne

Branky Francie: 5. Bozon, 48. Lacarriere, 54. Bozon

Branky Jugoslávie: 27. Valentar, 55. Tišlar

Rozhodčí: Tsutsumi (JAP), Fritz Gross (NDR)
 Rumunsko –  Francie	9:3 (3:1, 1:1, 5:1)
10. března 1961 – Ženeva

Branky Rumunska: 13. Varga, 13. G. Szabó, 16. Ionescu, 31. Ferenczi, 46. Takacs, 47. Biró, 51. J. Szabó, 57. J. Szabó, 57. G. Szabó.

Branky Francie: 17. Lacarriere, 30. Guenelon, 42. Paupardi

Rozhodčí: Olle Viking (SWE), Quido Adamec (TCH)
 Nizozemsko –  Belgie	5:4 (2:0, 1:1, 2:3)
10. března 1961 – Lausanne

Branky Nizozemska: 16. Smit, 16. Bakker, 33. Bakker, 42. Smit, 49. Van Dyck,

Branky Belgie: 23. Colfs, 49. Noterman, 52. Anciaux, 54. Noterman.

Rozhodčí: Jan Wycisk (POL), Andrej Starovojtov (URS)
 JAR –  Belgie		9:2 (0:2, 5:0, 4:0)
11. března 1961 – Lausanne

Branky JAR: 22. Lucas, 27. Geffen, 27. Lawrence, 35. Lucas, 40. Campbell, 41. Geffen, 43. Lucas, 54. Prisley, 58. Wahl.

Branky Belgie: 1. Colfs, 16. Noterman,

Rozhodčí: Henry Nordlie (NOR), Unto Viitala (FIN)